# Земля до начала времён (мультсериал)
«Земля до начала времён» (англ. The Land Before Time) — американская серия коротких мультфильмов, основанная на одноимённых полнометражных мультфильмах кинокомпании Universal Pictures. Была разработана для показа на Cartoon Network. Премьера состоялась 5 марта 2007 года в США.
По времени действия сюжет происходит между тринадцатым и четырнадцатым полнометражным фильмом. В отдельных сериях возвращаются персонажи, ранее встречавшиеся в полнометражных мультфильмах.

## Персонажи

### Главные персонажи
- Литтлфут (в русском дубляже Крошки-Ножки) (англ. Littlefoot) — детёныш апатозавра (в мультфильме часто употребляется «длинношей»). Один из главных героев мультсериала.
- Сэра (англ. Cera) — детёныш трицератопса (в мультфильме часто употребляется «Трёхрог»).
- Даки (англ. Ducky) — детёныш зауролофа. Очень добра и оптимистична. Считает себя очень маленькой и иногда беспокоится по этому поводу.
- Питри (англ. Petrie) — детёныш птеранодона (в мультфильме часто употребляется «Летун»). Боится всего на свете.
- Спайк (англ. Spike) — детёныш стегозавра. Очень прожорлив, постоянно ест.
- Зубастик (англ. Chomper) — детёныш тираннозавра. В отличие от остальных сородичей, которых называют Острозубы, он безобидный и дружелюбный. Пришёл в Великую Долину, чтобы увидеть своих друзей и узнать, как спасти Загадочную Даль от Красного когтя.
- Руби (англ. Ruby) — детёныш овираптора. Пришла в Великую Долину вместе с Зубастиком, чтобы спастись от Красного когтя.

### Отрицательные
- Красный коготь (англ. Red Claw) — Тираннозавр. Главный антагонист сериала. Один из самых страшных в Загадочной Дали. Своё прозвище получил из-за длинного шрама, тянущегося от глаза до указательного когтя.
- Быстрые кусаки (Гремун и Скрипун) (англ. Fast biters) — два дейнониха. Являются «помощниками» Красного когтя.

## Песни в мультсериале
Многие серии содержат 2 песни продолжительностью примерно в 1 минуту или же 1, той же продолжительности.  В сериях часто используется музыка одной песни, но с разным текстом.
В некоторых сериях звучит музыка из песен, которые звучат в полнометражных мультфильмах. Сама музыка при этом звучит в сокращенном виде и в ней изменен текст. Например, музыка из песни «Adventuring» из Земля до начала времён-10 встречается в некоторых сериях. Также встречается музыка песен из Земля до начала времён-5, Земля до начала времён-6.

## Список серий
| № | Название                                                                     | Дата выхода     |
| --- | ---------------------------------------------------------------------------- | --------------- |
| |                                                                              |                 |
| 1 | «Пещера многих голосов» «The Cave of Many Voices»                            | 5 января 2007   |
| Секретные пещеры, где живут Руби и Зубастик, затопило, и они просят своих друзей найти им новое жилище. Во время поиска новой пещеры они находят "пещеру многих голосов", где много полостей для распространения эха. В это время Даки пытается вообразить себя большой, чтобы научиться громче говорить. |                                                                              |                 |
| 2 | «Таинственный зубной кризис» «The Mysterious Tooth Crisis»                   | 5 января 2007   |
| Во время игры у Зубастика выпадает зуб. Мистер Трёхрог пугает Зубастика тем, что и весь он может развалиться на части. Литтлфут, Зубастик, Питри и Даки отправляются искать Руби, чтобы спросить у неё, как вставить зуб на место. |                                                                              |                 |
| 3 | «Празднование дня звезды» «The Star Day Celebration»                         | 12 января 2007  |
| Руби скучает по своей семье во время дня своей звезды (день рождения). Друзья хотят развеселить её и отправляются за её любимой едой — сладкие пузырики (ягоды). |                                                                              |                 |
| 4 | «Каньон блестящих камней» «The Canyon of Shiny Stones»                       | 19 января 2007  |
| Сэра случайно теряет блестящий камень Трии, и она с друзьями решают найти новый в каньоне блестящих камней. Но на пути к каньону происходит извержение вулкана, из-за чего Питри начинает бояться, что он спровоцировал его полетом над кратером. |                                                                              |                 |
| 5 | «Большое соревнование по бегу на бревне» «The Great Log-Running Game»        | 26 января 2007  |
| Даки придумывает новую игру «Бег на бревне» и соревнуется с друзьями. В этом соревновании хочет поучаствовать и Сэра, чтобы доказать что Трёхрогие могут всё. |                                                                              |                 |
| 6 | «План «Смелый длинношей»» «The Brave Longneck Scheme»                        | 9 февраля 2007  |
| В Великую Долину возвращается стадо мигрирующих длинношеев вместе с Эли. Но у неё новый друг — Ретт, который придумал истории о своей храбрости. Друзья решает доказать Эли, что Ретт не настолько храбр, как он говорит, и в этом им поможет Зубастик. |                                                                              |                 |
| 7 | «Луг прыгающей воды» «The Meadow of Jumping Waters»                          | 2 февраля 2007  |
| Руби рассказывает о существовании луга прыгающей воды где-то в Загадочной Дали. Сэра не верит в существование этого места и вся команда отправляется в Загадочную Даль, чтобы увидеть это. |                                                                              |                 |
| 8 | «Дни подъёма воды» «Days of Rising Waters»                                   | TBA             |
| Во время дождей гнездо Питри смывает. Друзья решают помочь ему и его семье в постройке нового гнезда. Тем временем Цера и Лаки спорят, кто из них сможет научить Тришу плавать. |                                                                              |                 |
| 9 | «Бегство из Загадочной Дали» «Escape from the Mysterious Beyond»             | 16 февраля 2007 |
| Во время прогулки по таинственным пещерам, друзья попадают в Загадочную Даль, где за ними гонится Красный коготь и быстрые кусаки. Происходит землетрясение, Зубастик, Даки и Гремун оказываются оторваны от остальных. Нужно их спасти. |                                                                              |                 |
| 10 | «Тайный каньон» «The Hidden Canyon»                                          | 23 марта 2007   |
| Друзья находят тайный каньон, наполненный деревьями с вкусными фруктами и решают сохранить свою находку в тайне. Но через этот каньон в Великую Долину попадает Красный коготь и быстрые кусаки. |                                                                              |                 |
| 11 | «Легенда о рассказчике» «The Legend of the Story Speaker»                    | 23 февраля 2007 |
| Дедушка Длинношей рассказывает детям историю о том, почему длинношеи имеют длинные шеи и встречается со своим старым другом Заро. Тот предлагает ему путешествовать по миру и рассказывать великие истории о длинношеях, но Дедушка Длинношей не знает, как сказать Заро, что тот уже сам готов стать рассказчиком.                                                                                           |                                                                              |                 |
| 12 | «Празднование дня Великого круга» «The Bright Circle Celebration»            | 2 марта 2007    |
| Вся Великая Долина готовится к празднованию дня Великого круга. Но Сэра и её отец считают этот праздник глупым. Страшный пожар ставит празднование под угрозу. Успеют ли Сэра и Мистер Трёхрог спасти праздник? |                                                                              |                 |
| 13 | «Одинокое путешествие» «The Lonely Journey»                                  | 6 апреля 2007   |
| Зубастик понимает, что в Великой Долине его не все понимают. Он отправляется в Загадочную Даль, чтобы научить всех острозубых дружить. Но они не настроены на дружелюбие, особенно Красный коготь и быстрые кусаки. |                                                                              |                 |
| 14 | «Приключения с исчезнувшей быстрой водой» «The Missing Fast-Water Adventure» | 20 апреля 2007  |
| Землетрясение в Великой Долине приводит к исчезновению быстрой воды. Динозавры решают вернуть воду, убрав с дороги камни. У воды они встречают своего старого друга — Мо. |                                                                              |                 |
| 15 | «Страшное ночное приключение» «The Spooky Nighttime Adventure»               | 30 марта 2007   |
| Ночью Руби рассказывает друзьям о динозавре-невидимке по имени Прячущийся бегун. Динозавров очень испугала эта история и они спрашивают у Мистера Толстоноса, существует ли он на самом деле. Оказывается, история оказалась правдой и вся компания отправляется искать прячущегося бегуна, который оказывается орнитомимом с маскировочной окраской.                                                         |                                                                              |                 |
| 16 | «Одинокий динозавр возвращается» «The Lone Dinosaur Returns»                 | 4 мая 2007      |
| В один прекрасный день, одинокий динозавр Док возвращается. Зубастик пугается, что он пришёл за ним и пытается спрятаться, но на самом деле Док ищет не его, а свою подругу Дару. |                                                                              |                 |
| 17 | «Посланец из загадочной выси» «Stranger from the Mysterious Above»           | 13 апреля 2007  |
| Спайк падает в яму, и там он встречает колонии млекопитающих, которые приняли его за «великого мудреца из загадочной выси», способного защитить их от микроцератуса, которого они называют "Большим и Ужасным Зверем". Между тем, его друзья пытаются вытащить его, но из-за того, что Мистер Толстонос и Мистер Трёхрог не могут прийти к общему решению, операция по спасению Спайка ложится на его друзей. |                                                                              |                 |
| 18 | «Дружба под запретом» «The Forbidden Friendship»                             | 18 мая 2007     |
| Стадо Типпи возвращается в Великую Долину. Но из-за разногласий их вожака и Мистера Трёхрога им запрещают играть друг с другом. Но они сбегают и находят место, где много зелёной еды. |                                                                              |                 |
| 19 | «Удивительная девочка-трёхрог» «The Amazing Threehorn Girl»                  | 16 февраля 2007 |
| Сэра случайно пугает напавших саркозухов, сталкивая камни, и они убегают прочь. Когда она рассказывает об этом друзьям, Питри летает и говорит об этом всей долине, где её начинают считать за героя, кем она не является. |                                                                              |                 |
| 20 | «Большой экзамен длинношея» «The Big Longneck Test»                          | 27 апреля 2007  |
| Литтлфут встречает своего отца и Коротышку и узнает, что ему необходимо пройти большой экзамен длинношея, чтобы доказать свою способность управлять стадом. А коротышка, тем временем, идет в путешествие с его друзьями. |                                                                              |                 |
| 21 | «Отшельник Чёрной скалы» «The Hermit of Black Rock»                          | 25 мая 2007     |
| В ветреный день Гвидо и Питри во время полёта уносит ветром внутрь Чёрной скалы. Питри повредил своё крыло, а Гвидо — ногу. Они не могут выбраться самостоятельно. Но им решает помочь старый слепой отшельник по имени Свупер. |                                                                              |                 |
| 22 | «Возвращение к висячей скале» «Return to Hanging Rock»                       | 29 июня 2007    |
| В детстве, мама сказала Руби, что время Камней многих ночей (метеоритный дождь) он с семьей должны быть в безопасном месте в висячей скале. Руби решает вернуться туда, чтобы увидеть свою семью. А вместе с ней пошли Даки, Зубастик и Спайк. |                                                                              |                 |
| 23 | «Нашествие песочных ползунов» «March of the Sand Creepers»                   | 8 июня 2007     |
| В Великую Долину пришли песочные ползуны (крабы). Литтлфут, Сэра, Питри, Зубастик и Руби отправились в путешествие, чтобы узнать, почему песочные ползуны пришли в Великую Долину. |                                                                              |                 |
| 24 | «Поиск камней цветов неба» «Search for the Sky Color Stones»                 | 22 июня 2007    |
| Сэра и Литтлфут рассказывают друзьям о камнях цветов неба и они отправляются на поиски. |                                                                              |                 |
| 25 | «Глазами шипохвостых» «Through the Eyes of a Spiketail»                      | TBA             |
| Мистер Толстонос рассказывает о ледяных сладостях (замороженный виноград) и друзья отправляются в путешествие, чтобы найти их. |                                                                              |                 |
| 26 | «Большое яичное приключение» «The Great Egg Adventure»                       | TBA             |
| Литтлфут, Питри, Даки, Зубастик вместе с Хипом, Нодом и Мэттом находят яйца быстрого кусаки и решают отнести их как можно дальше от Великой Долины. Но за ними гонится их мама. |                                                                              |                 |